# 郡上市立西和良小学校
郡上市立西和良小学校 （ぐじょうしりつ にしわらしょうがっこう）は、かつて岐阜県郡上市にあった公立小学校。

## 概要
- 八幡町美山、八幡町入間、八幡町洲河が校区であった。
- 2019年（平成31年）3月に和良小学校に統合された。最後の生徒数は4名[注釈 1][1][2]。
- 2020年現在、体育館と屋外運動場は西和良体育社会体育施設として使用されている。

## 沿革
- 1873年（明治6年） -　中之保村に貢間義校が開校する。
- 1875年（明治8年） - 貢間義校が移転し、中之保学校に改称する。
- 1893年（明治26年） - 美山学校が美山尋常小学校に改称する。
- 1897年（明治30年）4月1日 - 美山村、入間村、洲河村、野々倉村、小那比村が合併し、西和良村が発足。
- 1908年（明治41年） - 美山尋常小学校、野々倉尋常小学校、洲河尋常小学校、入間尋常小学校が統合され、西和良尋常小学校となる。野々倉分教場、洲河分教場、入間分教場を設置。
- 1910年（明治43年） - 野々倉分校が小那比尋常高等小学校に移管される。
- 1941年（昭和16年）4月1日 - 西和良国民学校に改称する。
- 1947年（昭和22年）4月1日 - 西和良村立西和良小学校に改称する。西和良中学校を併設する。
- 1954年（昭和29年）12月15日 - 八幡町、相生村、川合村、口明方村、西和良村が合併し、八幡町が発足。同時に八幡町立西和良小学校に改称する。
- 1956年（昭和31年） - 現在地に移転する。
- 1958年（昭和33年） - 西和良中学校との併設が解除され、単独校となる。
- 1963年（昭和38年）3月30日 - 入間分校を廃止。
- 1967年（昭和42年）4月1日 - 洲河分校を廃止。
- 1994年（平成6年） - 現在の体育館が完成。
- 1996年（平成8年） - 現在の校舎が完成。
- 2004年（平成16年）3月1日 - 八幡町、大和町、白鳥町、高鷲村、美並村、明宝村、和良村が合併し、郡上市が発足。同時に郡上市立西和良小学校に改称する。
- 2019年
  - 3月27日 - 閉校式。
  - 3月31日 - 郡上市立和良小学校に統合され、閉校。